# Fairmount Park

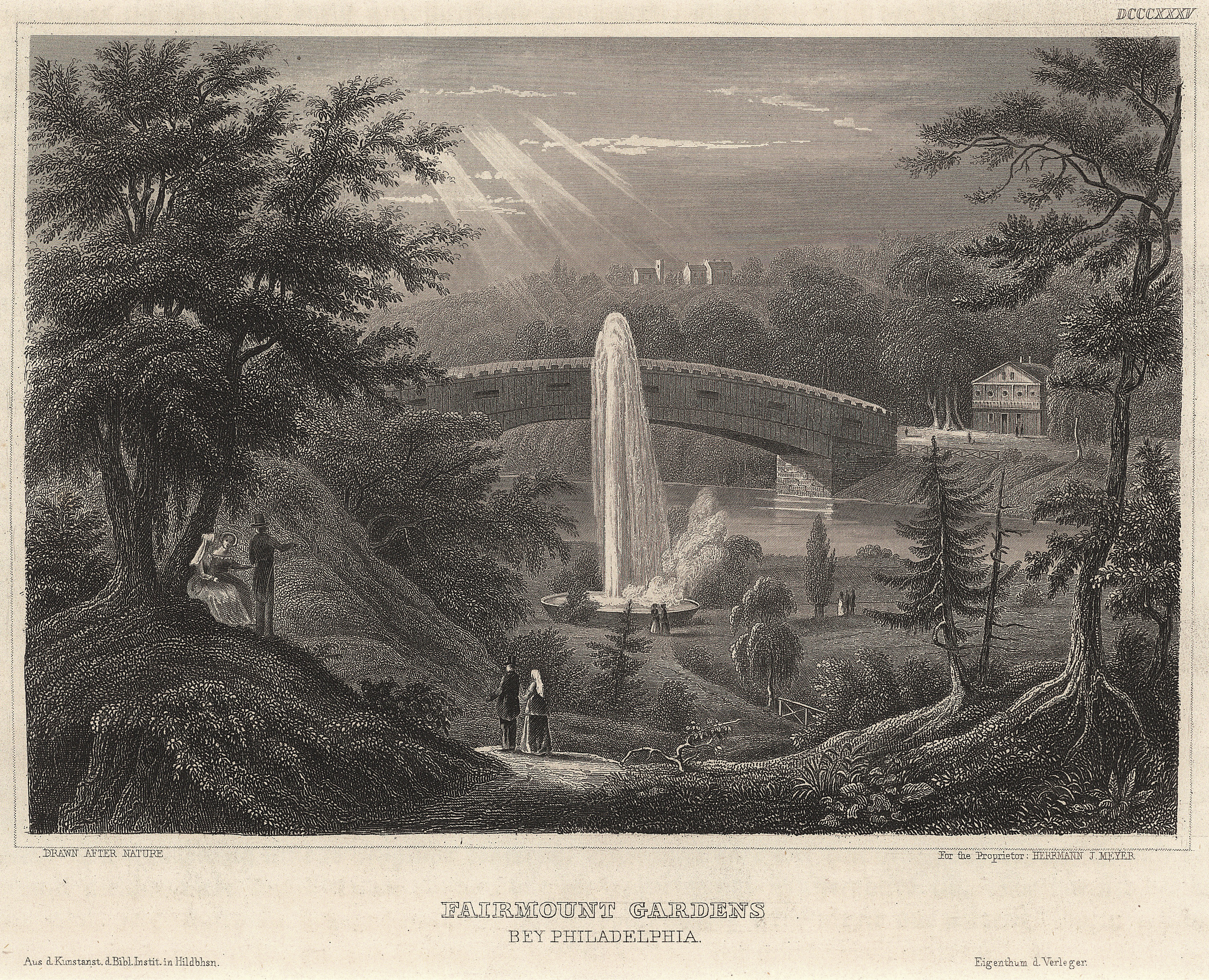
Der Park Mitte des 19. Jh.

Der Fairmount Park ist ein 830 Hektar großer öffentlicher Park beidseits des Schuylkill Rivers in Philadelphia, der größten Stadt des Bundesstaates Pennsylvania in den Vereinigten Staaten. Zusammen mit dem Central Park in New York, dem Druid Hill Park in Baltimore und dem Golden Gate Park in San Francisco gehört der Fairmound Park zu den ältesten künstlich angelegten Landschaftsparks in den USA. 

## Geschichte
Im späten 19. Jahrhundert begann die Stadt Philadelphia Grundstücke rund um den Schuylkill River zu erwerben, um den Fairmount Park zu schaffen. Seine Aufgabe war die Wasserversorgung der Stadt zu schützen und den Bewohnern von Philadelphia ein Erholungsgebiet zu geben. Dies entsprach William Penns ursprünglicher Vision, Philadelphia als grüne Landstadt zu gestalten. Im Park verkehrte von 1896 bis 1946 eine elektrische Straßenbahn, die Fairmount Park Trolley.

## Gestaltung
Im Park gibt es mehrere Wanderwege. Der sieben Kilometer lange Boxer Trail im östlichen Teil des Parks soll angeblich als Joggingstrecke des Schwergewichtsboxers Joe Frazier gedient haben. Im Park befinden sich sechs historische Häuser, auch als Park Charms, bezeichnet. Sie dienten im 18. und im 19. Jahrhundert als Sommervillen von wohlhabenden Familien und werden heute als Museen genutzt. Weiter sind im Park auch viele Naturwiesen zu finden.